# 東京都立調布南高等学校
東京都立調布南高等学校（とうきょうとりつ ちょうふみなみこうとうがっこう）は東京都調布市多摩川六丁目に所在する東京都立高等学校。略称は「調南」（ちょうなん）。

## 概要
- 1977年開校。 角川大映スタジオに隣接しており、校地は同撮影所が縮小された際に東京都に売却されたものである。
- 「至誠・創造・力行」をモットーにしている。1学年が6学級である。

## 沿革
- 1976年
  - 11月16日、都立秋川高校教頭野々山正司が東京都公立学校長に任命され東京都立調布南高等学校（仮称）開設準備担当を命ぜられる。都立八王子東高校内に開設準備事務所を設置。
  - 12月27日、都条例第89号により都立学校設置条例が一部改正され、都立調布南高校の設立認可が下り、野々山正司が初代校長に補せられる。
- 1977年
  - 1月1日、校訓、校樹（若松）、校服制定。
  - 2月5日、校旗制定。
  - 2月7日、校章制定。
  - 4月6日、校歌・創立記念日（６月12日）制定。
  - 4月8日、第1回入学式を調布市公民館において挙行。
- 2010年 - 大規模改修工事竣工。

## 基礎データ

### 設置課程
- 全日制課程 普通科

### 交通
- 京王相模原線京王多摩川駅より徒歩3分
- 京王線調布駅より徒歩12分
- 京王バス 調11・調12・調43 調布南高校前下車。

## 学校行事
若松祭（わかまつさい）
体育部門（体育祭）と文化部門（文化祭）に分かれている。

## 著名な出身者

### サッカー
- 加倉井拓弥 - サッカー選手、FC町田ゼルビア（ユース時にトップチーム昇格） - 青山学院大学サッカー部
- 相馬勇紀 - サッカー選手、日本代表、早稲田大学ア式蹴球部 - カーザ・ピアAC - FC町田ゼルビア
- 田村直也 - 元サッカー選手、中央大学サッカー部 - ベガルタ仙台 - 東京ヴェルディ
- 中里優 - サッカー選手、日本女子代表、日テレ・ベレーザ所属
- 中島翔哉 - サッカー選手、元日本代表、浦和レッズ所属（第一学院高等学校へ転校）
- 中村恭平 - 元フットサル日本女子代表監督、元フットサルトルクメニスタン代表監督、東京府中アスレティックフットボールクラブGM、トライステージ創業者

### その他
- 柿崎澄子 - 元女優
- 金子二郎 - 脚本家
- 関口太郎 - MotoGPライダー（2003年ロードレースヨーロッパ選手権GP250チャンピオン）
- 広瀬裕 - 元俳優
- ほいさっさ‐Youtuber